# Kartoffellegemaschine

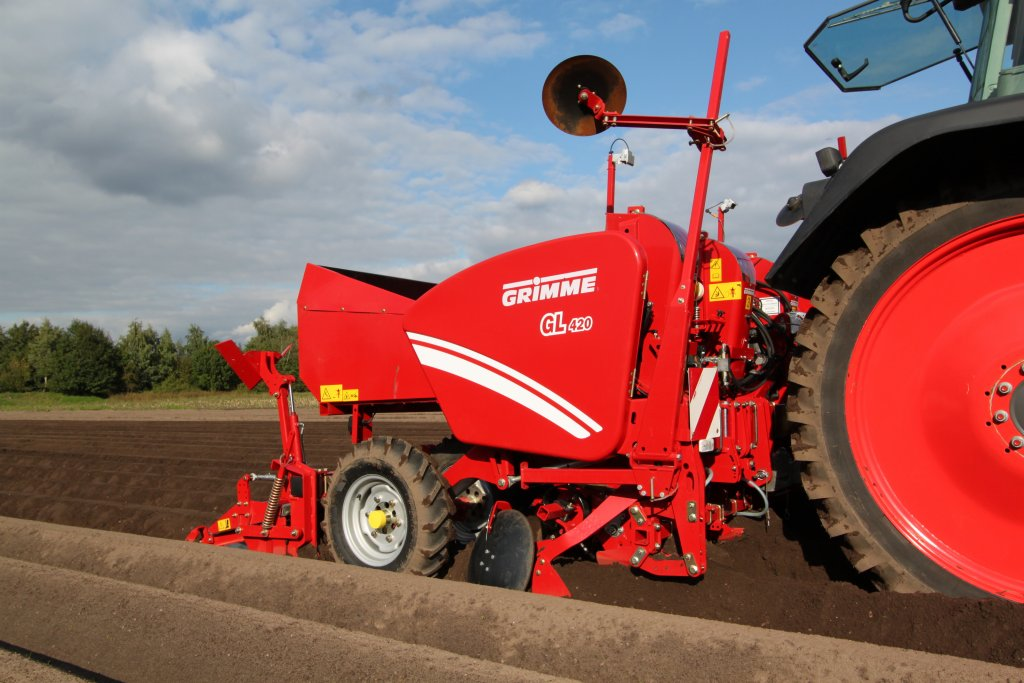
Moderne Kartoffellegemaschine

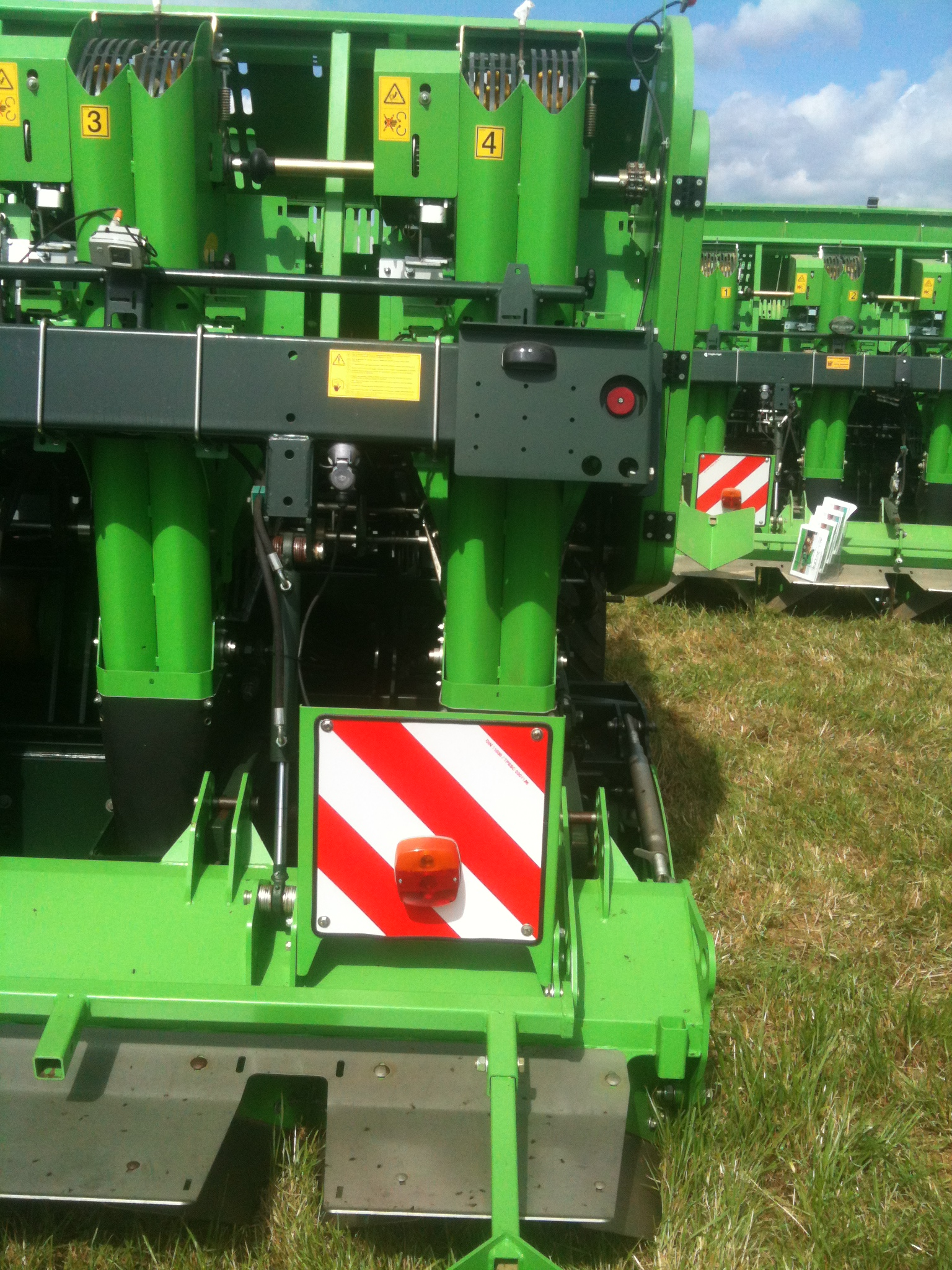
Heckansicht

Eine Kartoffellegemaschine (auch Kartoffelpflanzmaschine) ist eine Spezialmaschine zum Pflanzen von Kartoffeln.

## Anforderungen an die Pflanzmaschine, das Pflanzgut und die Zugmaschine
Eine Kartoffellegemaschine muss ein gleichmäßiges Auspflanzen der Knollen ermöglichen. Dabei wird das Augenmerk auf gleichmäßige Verteilung des Pflanzgutes auf der Ackerfläche gelegt. Wichtig ist dabei der exakte Abstand der einzelnen Kartoffeldämme, in Bayern auch Bifang genannt, um die maschinellen Nacharbeiten zu erleichtern. Die Dammbreite muss den üblichen Maschinenabmessungen entsprechen, um Beschädigungen am Erntegut zu vermeiden. Sie betrug anfangs 62 cm, zwischenzeitlich 68 cm und liegt aktuell üblicherweise bei 75 cm. Die Tendenz geht aufgrund der größeren Maschinen jedoch zu 90 cm Dammabstand. Eine gute Kartoffelüberdeckung ist notwendig, um die Anzahl grüner Knollen am Erntegut so gering wie möglich zu halten.
Zertifizierte Pflanzkartoffeln sind in ihrer Maximal- wie Minimalgröße gesetzlich begrenzt, damit mit den Standardbechern keine Doppelbelegungen vorkommen. Die Spur des Traktors ist auf die Dammbreite abgestimmt, die schmalen Pflegereifen laufen immer zwischen den Dämmen. Bei modernen Maschinen fährt der Traktor mit Breitbereifung über den Acker, um das Gewicht der Pflanzmaschine zu tragen.

## Bauarten
Auf dem lockeren Acker wird durch eine Schar eine Furche gezogen und in diese in regelmäßigen Abständen die sogenannte Mutterknolle gelegt. Anschließend wird über der Kartoffel ein Damm geformt. Der Pflanzabstand und die Pflanztiefe sind einstellbar.

### Halbautomatik (historisch)
Bei halbautomatischen Geräten werden die Kartoffeln von Hand in ein sich geschwindigkeitsabhängig drehendes Zellenrad eingelegt, das sie in das Pflanzloch transportiert. Diese Geräteart war vor den 1960er Jahren Standard und wird heute fast nur noch in Spezialbetrieben, z. B. Zuchtbetrieben oder Gärtnereien, eingesetzt.

### Vollautomatik
Bei vollautomatischen Legemaschinen werden die Knollen mittels einer Schöpfvorrichtung (Schöpfbecherkette oder Bechergurt) aus einem Vorratsbehälter entnommen und durch eine Rüttelvorrichtung oder auch eine horizontale Laufstrecke vereinzelt und anschließend in der Furche abgelegt.

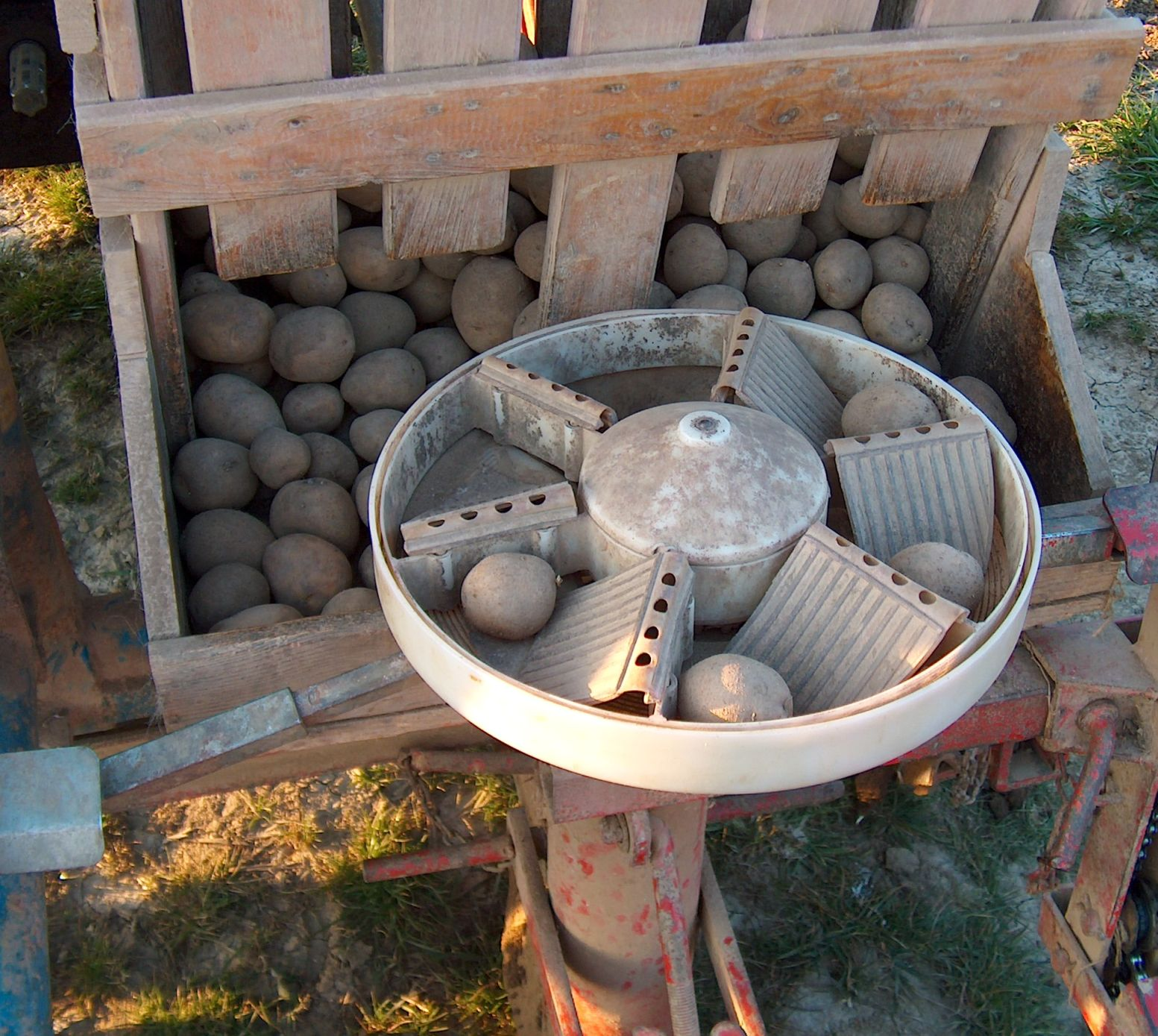
Historische, halbautomatische Legemaschine, hier das Zellenrad
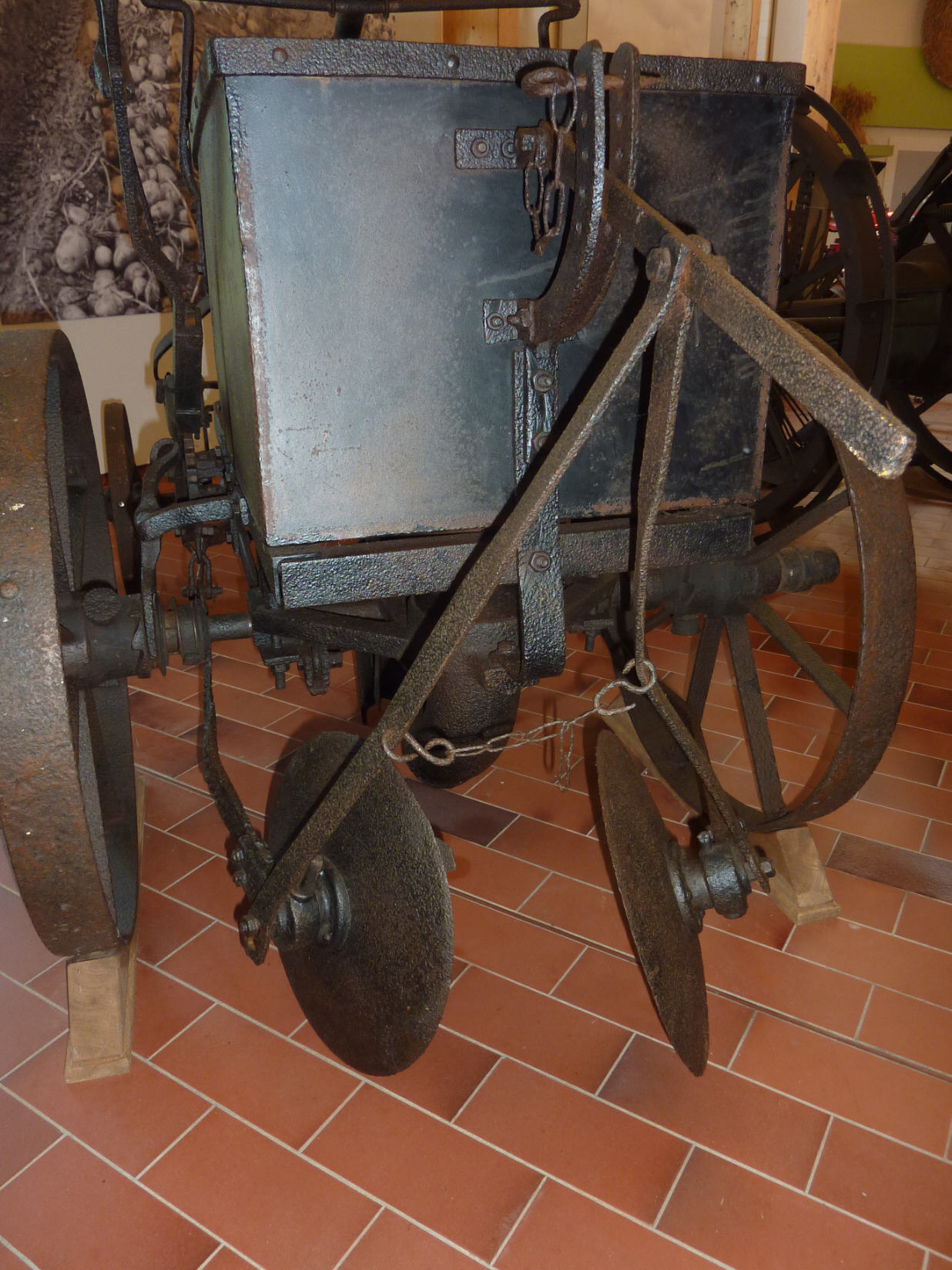
Kartoffellegemaschine um 1910, bereits mit Becherkettensystem
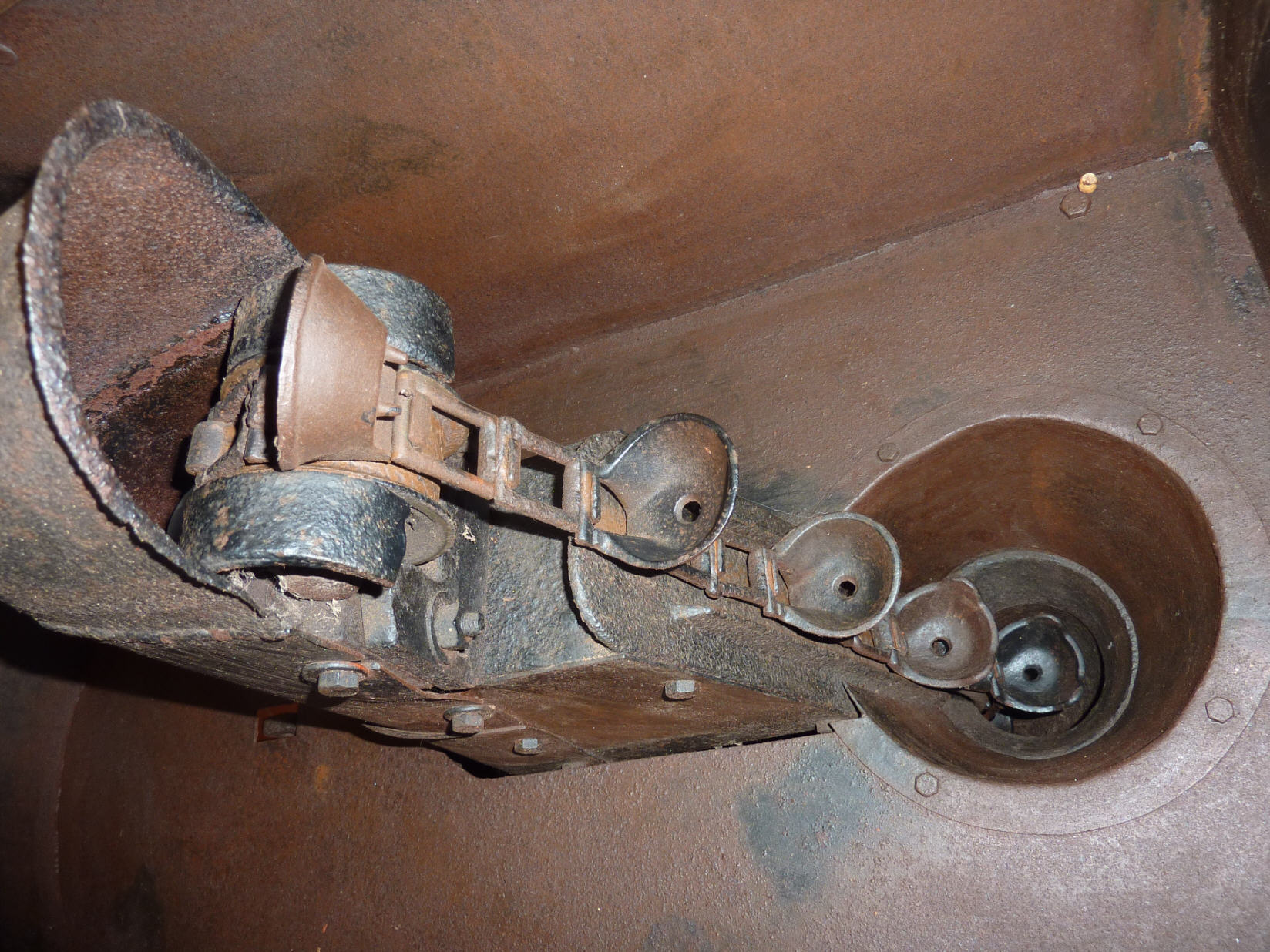
Becherkette dieser Maschine
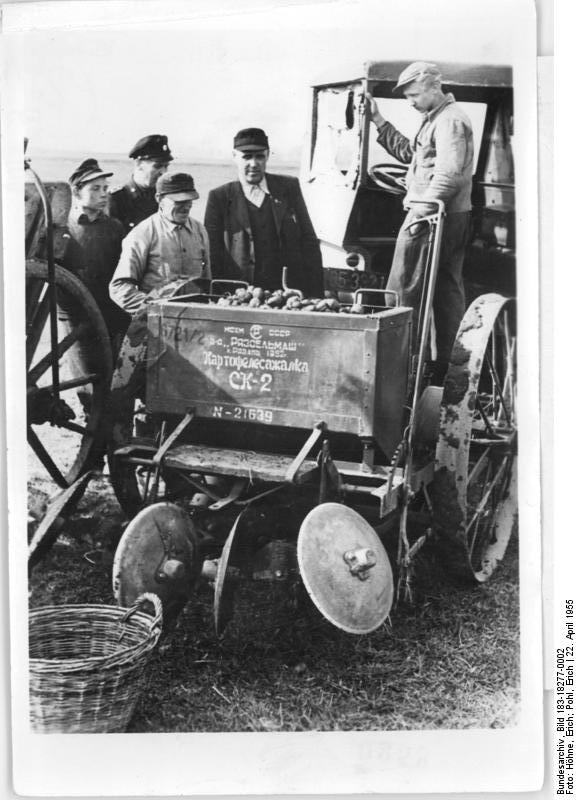
Begutachtung einer sowjetischen Kartoffellegemaschine (Radeburg, 22. April 1953)

Um die Arbeitsgeschwindigkeit zu steigern, werden Schöpfvorrichtungen pro Kartoffeldamm doppelt oder dreifach ausgeführt. Teilweise werden Zuführbänder oder Rüttelsiebe eingesetzt, um die Knollen schonend aus dem Vorratsbehälter zur Schöpfvorrichtung zu transportieren und die Ladekapazität zu erhöhen.
Die Dammformung mit Hohlscheiben ist vor allem noch bei Frühkartoffeln gängig. In diesem Fall werden Dämme teils in der Zeit des Auflaufens gefräst. Bei später gepflanzten Sorten, das heißt vor allem Sorten zur Stärke- und Kartoffelchipsproduktion, ist die All-in-one-Maschine üblich, die in einem Arbeitsgang den fertigen Damm erzeugt. Diese All-in-one-Geräte können auch mit Kreiseleggen kombiniert werden.
Während zwei- oder vierreihige Legemaschinen meist im Dreipunktanbau betrieben werden, besitzen sechs- bis zwölfreihige Maschinen eine Hilfsachse und können so mehrere Tonnen Pflanzgut aufnehmen.

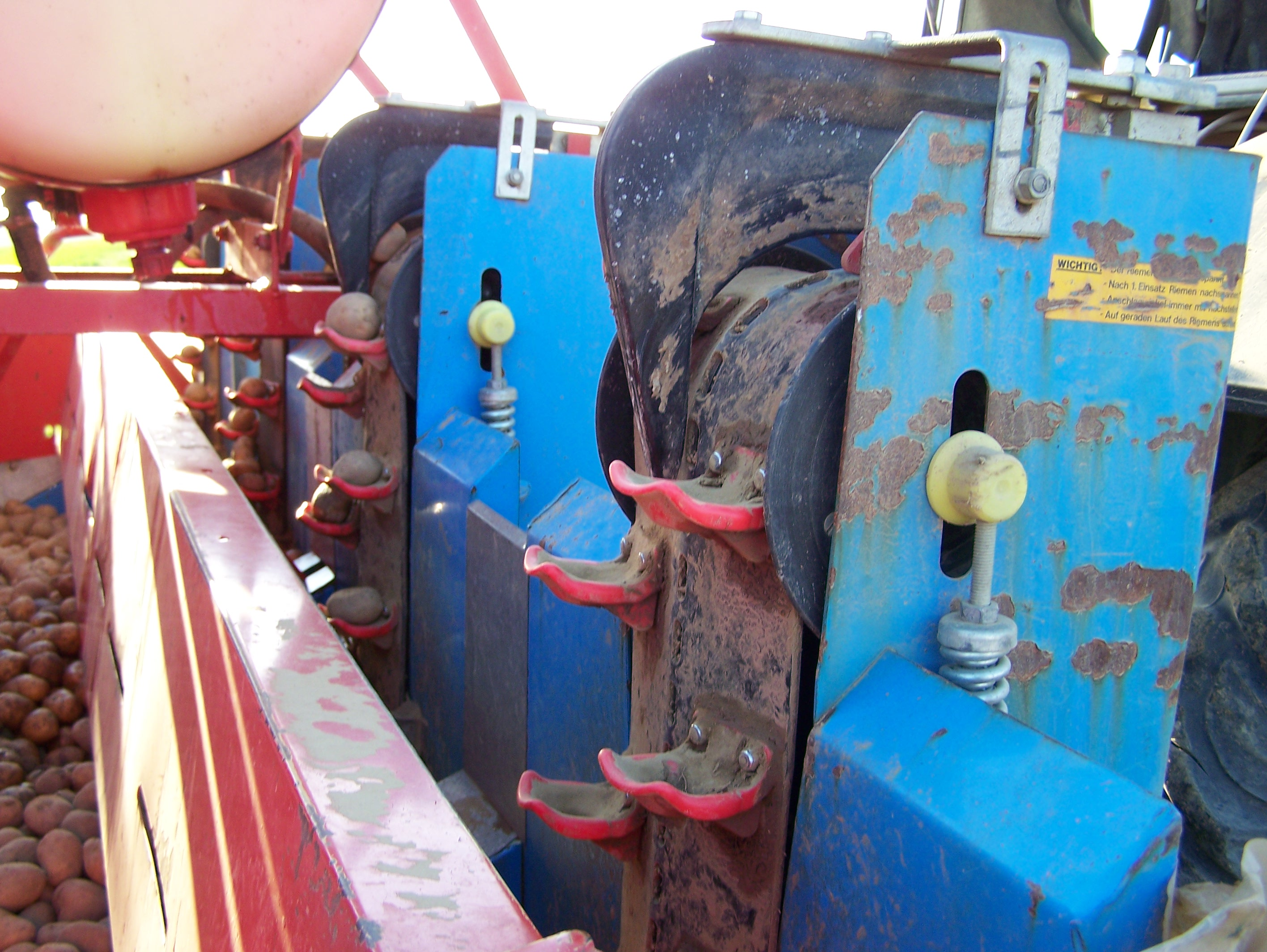
Bechergurt

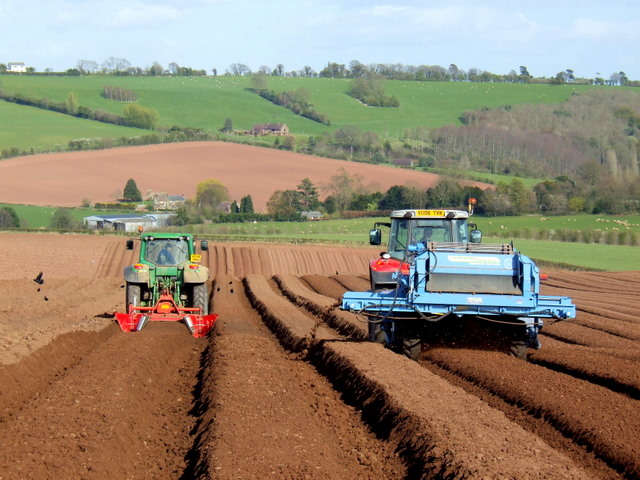
Verfahren der Beetseparierung:links werden erste Dämme gezogen. Anschließend folgt die Maschine rechts und siebt Steine und Erdklumpen ab, die bei der späteren Ernte als Fremdkörper zwischen den Kartoffeln wären.